# Bruce Westerman
Bruce Eugene Westerman (ur. 18 listopada 1967) – amerykański polityk, członek Partii Republikańskiej, od 2010 do 2014 był członkiem Izby Reprezentantów Arkansas, a od 2015 kongresman ze stanu Arkansas.